# رونالد أراوخو
رونالد فيديريكو أراوخو دا سيلفا (بالإسبانية: Ronald Federico Araújo da Silva؛ مواليد 7 مارس 1999) هو لاعب كرة قدم أوروغواياني يلعب مدافعًا لنادي برشلونة الإسباني و‌منتخب الأوروغواي.
سبق له أن لعب مع أندية بوسطن ريفر ونادي رينتيستاس.

## مسيرته الكروية

### رنتيستاس
ولد رونالد أراخو لأم برازيلية في مدينة ريفيرا انضم أراخو لنادي رنتيستاس من نادي مسقط رأسه هوراكان دي كاجواس.حيث ظهر لأول مرة في مسيرته مع فريق رنتيستاس في 24 سبتمبر 2016 حيث دخل كبديل في الشوط الثاني و كانت مباراة ضد فريق تاكواريمبو خارج أرض فريقه.
سجل أراخو أول هدف له في مسيرته ضد نادي سنترال إسبانيول مسجلا هدف التعادل. أصبح لاعباً أساسياً خلال موسم 2017 و سجل ثلاثية ضد نادي فيلا إسبانيولا في 17 يونيو من نفس العام.

### بوسطن ريفر
في 28 يوليو 2017 انضم أراخو لنادي بوسطن ريفر الأوروغواياني.
ظهر لأول مرة مع الفريق يوم 18 سبتمبر حيث نزل كبديل في مباراة أمام نادي التانكي سيسلي.

### برشلونة
في 29 أغسطس 2018 وقع رونالد أراخو عقداً مع نادي برشلونة مدته 5 سنوات مقابل 1.7 مليون يورو، بالإضافة إلى 3.5 مليون يورو كمتغيرات؛ عُيَّن في البدايات لنادي برشلونة ب.
لعب أول مباراة له مع نادي برشلونة و كذلك في الدوري الإسباني ضد نادي إشبيلية في 6 أكتوبر من العام التالي، حيث خرج من مقاعد البدلاء ليحل محل اللاعب جان-كلير توديبو في الدقيقة 73 من المباراة والتي فاز بها فريق برشلونة بأربعة أهداف دون رد ولكن تم طرده بسبب عرقلته للاعب خافيير هيرنانديز.
في موسم 2020-21 تم ترقية رونالد أراخو إلى الفريق الرئيسي والتشكيلة الأساسية حيث ارتدى قميص رقم 4 والذي كان يرتديه اللاعب السابق إيفان راكيتيتش.
في 19 ديسمبر 2020 سجل أراخو هدفه الأول في مسيرته مع نادي برشلونة وكذلك في الدوري الإسباني. انتهت المباراة بالتعادل 2–2 على أرضه ضد نادي فالنسيا.
في 22 أبريل 2021 سجل أراوخو هدفه الثاني ل‍برشلونة في مباراته ضد خيتافي والتي انتهت بالفوز بنتيجة 5–2 لفريق برشلونة.

## الإنجازات
برشلونة
- الدوري الإسباني: 2022–23، 2024–25
- كأس ملك إسبانيا: 2020–21[18]،  2024–25
- كأس السوبر الإسباني: 2022–23، 2024–25

## وصلات خارجية
- رونالد أراوخو على موقع الاتحاد الأوربي (الإنجليزية)
- رونالد أراوخو على موقع إي إس بي إن إف سي (الإنجليزية)
- رونالد أراوخو على موقع قاعدة بيانات كرة القدم.إي يو (الإنجليزية)
- رونالد أراوخو على موقع بيانات كرة القدم. دي إي (الألمانية)
- رونالد أراوخو على موقع ليكيب (الفرنسية)
- رونالد أراوخو على موقع ناشيونال فوتبول تيمز (الإنجليزية)
- رونالد أراوخو على موقع Soccerbase.com (لاعب) (الإنجليزية)
- رونالد أراوخو على موقع Soccerway.com (الإنجليزية)
- رونالد أراوخو على موقع عالم كرة القدم.نت (الإنجليزية)
- رونالد أراوخو على موقع AS.com (الإسبانية)